# 자택경비원

자택경비원

자택경비원(일본어 : 自宅警備員)은 일본의 인터넷 속어의 하나. 히키코모리와 니트족을 의미하는 단어이다. 2채널 등의 전자 게시판에서 유래한 것으로 되어 있다. 한때 유행어가 되기도 했다.